# Patrik Gedeon
Patrik Gedeon (* 19. července 1975, Chomutov) je český fotbalový záložník a bývalý reprezentant. Defenzivní záložník, obounohý, se schopnostmi lídra. Mimo ČR hrál v Polsku a Švýcarsku (s lichtenštejnským klubem FC Vaduz, neboť Lichtenštejnsko nemá vlastní ligu).

## Klubová kariéra
Odchovanec FC Chomutov, odkud v roce 1995 přišel do Blšan. V roce 2001 přestoupil za 12 milionů do SK Slavia Praha. Na podzim roku 2002 se dostal do reprezentace a zajímaly se o něj měly bohaté ruské kluby. Na podzim 2003 s kolenem a podstoupil operaci předního křížového vazu. Měl další zdravotní problémy a do bývalé formy se nedostal. V lednu 2006 přestoupil do lichtenštejnského klubu FC Vaduz, se kterým hrál druhou švýcarskou ligu. Po půl roce se přestěhoval do Polska a v létě 2007 se vrátil do Blšan. V únoru 2008 přestoupil do FK Baník Most 1909, který ale sestoupil, a tak v létě 2008 opět přestoupil do Dukly Praha.
V srpnu 2015 odešel ve svých čtyřiceti letech na hostování do třetiligového týmu FK Baník Most 1909, kam se vrátil po sedmi letech.

## Reprezentační kariéra
V české reprezentaci nastoupil v letech 2002-2003 ke třem přátelských utkáním, debutoval 20. listopadu 2002 proti Švédsku (remíza 3:3).

## Ligová bilance
| Ročník                          | Zápasy | Góly | Klub               |
| ------------------------------- | ------ | ---- | ------------------ |
| 2. česká fotbalová liga 1995/96 | 19     | 1    | FK Chmel Blšany    |
| 2. česká fotbalová liga 1996/97 | 28     | 2    | FK Chmel Blšany    |
| 2. česká fotbalová liga 1997/98 | 26     | 3    | FK Chmel Blšany    |
| Gambrinus liga 1998/99          | 28     | 2    | FK Chmel Blšany    |
| Gambrinus liga 1999/00          | 30     | 3    | FK Chmel Blšany    |
| Gambrinus liga 2000/01          | 28     | 7    | FK Chmel Blšany    |
| Gambrinus liga 2001/02          | 27     | 1    | SK Slavia Praha    |
| Gambrinus liga 2002/03          | 30     | 3    | SK Slavia Praha    |
| Gambrinus liga 2003/04          | 6      | 0    | SK Slavia Praha    |
| Gambrinus liga 2004/05          | 24     | 2    | SK Slavia Praha    |
| Gambrinus liga 2005/06          | 5      | 0    | SK Slavia Praha    |
| Ekstraklasa 2006/07             | 27     | 0    | Wisła Płock        |
| Gambrinus liga 2007/08          | 13     | 0    | FK Baník Most 1909 |
| 2. česká fotbalová liga 2008/09 | 26     | 1    | FK Dukla Praha     |
| 2. česká fotbalová liga 2009/10 | 25     | 0    | FK Dukla Praha     |
| 2. česká fotbalová liga 2010/11 | 12     | 1    | FK Dukla Praha     |
| Gambrinus liga 2011/12          | 27     | 1    | FK Dukla Praha     |
| Gambrinus liga 2012/13          | 27     | 0    | FK Dukla Praha     |
| CELKEM 1. liga                  | 294    | 20   |                    |